# Mario's Picross
Mario's Picross (マリオのピクロス Mario no Pikurosu?) är ett pusselspel baserad på Picross. I spelet antar Mario rollen som arkeolog.

### Fotnoter
1. 1 2 3  ”'Mario's Picross'”. NinDB. Arkiverad från originalet den 20 augusti 2016. https://web.archive.org/web/20160820192233/http://www.nindb.net/gb/marios-picross/. Läst 4 augusti 2016.
2. ↑  ”Mario's Picross” (på svenska). Super Power (Solna) (8 1995). augusti 1995. Läst 26 april 2014.